# 坎泰洛山
70°52′S 163°7′E / 70.867°S 163.117°E
坎泰洛山是南極洲的山峰，位於維多利亞地的彭內爾海岸，處於基斯山西北面7公里，屬於鮑爾斯山脈的一部分，海拔高度1,820米，美國地質調查局根據測量和該國海軍的空中照片繪入地圖。